# Egyesült Nemzetek Szervezete
Az Egyesült Nemzetek Szervezete (röviden: ENSZ) (angolul: United Nations, röviden: UN) egy nemzetközi szervezet, amely az államok közti együttműködést hivatott elősegíteni a nemzetközi jog és biztonság, a gazdasági fejlődés, a szociális ügyek és az emberi jogok terén, valamint a világbéke elérésében. A második világháború után, 1945-ben a Nemzetek Szövetsége utódjaként azzal a céllal alapították, hogy megelőzzék a háborúkat és lehetőséget adjanak az országoknak problémáik megtárgyalására. Ennek ellenére gyakran kerül a szervezet olyan helyzetbe, mikor nem végzi, illetve nem végezheti maradéktalanul kötelezettségeit (például a már lezárt izraeli–libanoni háborúk, II. öbölháború vagy a szudáni Dárfúr humanitárius katasztrófa).
A tagországok száma jelenleg 193, beleértve csaknem az összes elismert független államot. A nemzetközi területnek számító New York-i székházábólszékházából az ENSZ különleges ügynökségei anyagi és közigazgatási ügyekről döntenek. A legfontosabb adminisztratív szervek a Közgyűlés, a Biztonsági Tanács (a békét és biztonságot érintő ügyekben határozatokat hoz), a Gazdasági és Szociális Tanács (a nemzetközi gazdaság, a társadalmi összehangolás és a fejlődés kérdéseiben nyújt segítséget), a Gyámsági Tanács (gyámsági területek ügyeit igazgató szerv), a Nemzetközi Bíróság (az elsődleges bírói szervezet) és a Titkárság (tanulmányokkal, információkkal, és más, az ENSZ működéséhez fontos anyagokkal látja el a szervezetet). Ezen kívül az ENSZ szervezetén belül a különböző területekkel külön testületek foglalkoznak. Ilyen például az Egészségügyi Világszervezet (WHO) és az Egyesült Nemzetek Gyermekalapja. Az ENSZ leginkább ismert személyisége a főtitkár, aki 2017-től a portugál António Guterres. A szervezet pénzügyi hátterét a tagállamoktól származó kötelező és önkéntes hozzájárulások alkotják. A szervezet hat hivatalos nyelve az angol, az arab, a francia, az orosz, a kínai és a spanyol.

## Története

### Előzmények
A második világháború alatt nyilvánvalóvá vált, hogy a különböző országok között a korábbinál összehangoltabb nemzetközi együttműködésre lesz szükség. Az USA és Nagy-Britannia kezdeményezésére a három szövetséges nagyhatalom – moszkvai külügyminiszteri értekezletén – megállapodott egy nemzetközi szervezet létrehozásában. Ennek előkészületeit és egyes intézményeinek megszervezését a nyugati államok már el is kezdték (például UNESCO (Nevelésügyi, Tudományos és Kulturális Szervezet), FAO (Élelmezési és Mezőgazdasági Szervezet), IMF (Nemzetközi Valutaalap)). 1944 augusztusában Washington közelében (Dumbarton Oaks) ült össze az Egyesült Nemzetek Szervezetét előkészítő tanácskozás, amelynek során az Egyesült Államok, Nagy-Britannia, a SZU, valamint Kína képviselői kidolgozták az ENSZ alapokmányát. Megállapodtak abban, hogy az ENSZ legfelsőbb fóruma a tagállamok közgyűlése. Ezenkívül létrehozták a Biztonsági Tanácsot. Állandó tag az öt nagyhatalom (USA, Franciaország, Kína, Nagy-Britannia, SZU), amelyeknek vétójoguk van, azaz a Biztonsági Tanács csak az 5 nagyhatalom igenlő szavazatával hozhat határozatot. E főként szovjet kívánságra elfogadott rendelkezés hosszú időre megbénította az ENSZ munkáját, ugyanakkor megóvta a szervezetet a felbomlástól.
1945. február 4-én ismét találkozott Churchill, Roosevelt és Sztálin a Krím-félszigeten levő Jaltában. A "három nagy" megegyezett a létrehozandó Egyesült Nemzetek Szövetségének (ENSZ) működési alapelveiben, s nemzetközi konferenciát hívott össze San Franciscóba az ENSZ alapokmányának kidolgozására (1945. április-június). Az ENSZ Alapokmányának fő célkitűzése a béke és a biztonság fenntartása, a nemzetek közötti egyenjogúság, az önrendelkezési jog és a szabadságjogok tiszteletben tartása, a baráti kapcsolatok fejlesztése. A szervezetben minden tagországnak egy szavazata van. A Biztonsági Tanács (BT) feladata a nemzetközi béke és biztonság fenntartása, amihez végső soron fegyveres erőt is használhat. A BT akkor ül össze, ha a békét bárhol a világon veszély fenyegeti.

### Megalakulása

Az ENSZ alapítása

1945. áprilistól júniusig tanácskozott az ENSZ San Franciscóba összehívott konferenciája, amelynek résztvevői végleges formába öntötték és elfogadták a szervezet alapokmányát, és az 51 részt vevő ország, mint alapító tag létrehozta az Egyesült Nemzetek Szervezetét, amelynek New York lett a központja. Az ENSZ alapokmányát 1945. június 26-án San Franciscóban írták alá, s még ugyanabban az évben október 24-én  (United Nation's Day) lépett hatályba. Az ENSZ létrejöttének és működésének célja – az alapokmány szerint –, hogy fenntartsa a nemzetközi békét és biztonságot, fejlessze a nemzetek közötti kapcsolatokat, megoldja a gazdasági, szociális, kulturális vagy emberbaráti jellegű nemzetközi feladatokat, valamint hogy az egyes nemzetek által a közös célok elérése érdekében kifejtett tevékenységek egyeztető fóruma legyen.

ENSZ tag országok

Az alapokmányt ötven nemzet résztvevői dolgozták ki a San Franciscó-i konferencián. Lengyelország nem vett részt a konferencián, de fenntartották neki a lehetőséget, hogy később az alapítók közt írhassa alá az Alapokmányt, így lett az 51. alapító tagállam.
A San Franciscó-i konferencia előkészítésének intenzív fázisában Roosevelt elnök meghalt 1945. Április 12.-én, így az új elnök, Harry S. Truman és Edward Stettinius vette át a San Franciscó-i konferencia vezetését.
A nagyhatalmak mellett fontos szerepet játszottak a latin-amerikai államok. Tiltakoztak a nagyhatalmak vétójoga ellen és elérték, hogy Argentínát meghívják a konferenciára. A Szovjetunió tiltakozott Argentína meghívása ellen, amely a háború alatt semleges államként Németországot támogatta. Az USA nyomására március 27-én Argentína úgy határozott, hogy hadat üzen a tengelyhatalmaknak.

## Tagjai
A világszervezet alapító okmánya szerint tagja lehet minden békeszerető nemzet, amely az alapokmányban foglalt kötelezettségeket vállalja és a szervezet megítélése szerint e kötelezettségek teljesítésére képes és hajlandó. A békeszerető kitételt úgy értelmezték, hogy amely állam a csatlakozáskor nem visel háborút, az békeszerető. A kötelezettségek teljesítésére képesség objektív feltétel, a hadsereggel nem rendelkező törpeállamok például nyilvánvalóan nem képesek hozzájárulni a kollektív biztonság ügyéhez, ezért ezeket az államokat egy ideig nem is vették fel a szervezetbe. Később az univerzialitás került előtérbe, és felvételt nyert 1979-ben a 616,3 km²-es, 148 ezer lakosú Saint Lucia, 1980-ban a 261,6 km² területű, és 50 ezer lakosú Saint Kitts és Nevis, 1994-ben a 458 km² területű Palau. A kötelezettség teljesítésére hajlandóság szubjektív feltétel: a felvételi kérelemmel együtt a tagállam nyilatkozatot is köteles erről adni. A felvételi kérelem a Főtitkárhoz érkezik, ő a Biztonsági Tanács elé terjeszti. A Biztonsági Tanács javaslata alapján a Közgyűlés 2/3-os többséggel dönt.
Az Egyesült Nemzetek Szervezetének 2024-ben 193 tagállama volt.
1945-ben az 51 alapító tagállam a következő volt: Amerikai Egyesült Államok, Argentína, Ausztrália, Belgium, Belorusz SZSZK, Bolívia, Brazília, Chile, Csehszlovákia, Costa Rica, Dánia, Dél-afrikai Köztársaság, Dominikai Köztársaság, Ecuador, Egyesült Királyság, Egyiptom, Etiópia, Franciaország, Fülöp-szigetek, Görögország, Guatemala, Haiti, Hollandia, Honduras, India, Irak, Irán, Jugoszlávia, Kanada, Kínai Köztársaság, Kolumbia, Kuba, Lengyelország, Libanon, Libéria, Luxemburg, Mexikó, Nicaragua, Norvégia, Panama, Paraguay, Peru, Salvador, Szaúd-Arábia, Szovjetunió, Szíria, Törökország, Ukrán SZSZK, Új-Zéland, Uruguay és Venezuela. A második világháború vesztesei tehát nem lehettek alapító tagállamok.
Az alapítást követő évben 1946-ban csatlakozott a világszervezethez Izland, Svédország, Afganisztán és Thaiföld. 1947-ben Jemennel és Pakisztánnal, 1948-ban Burmával, 1949-ben Izraellel, valamint 1950-ben Indonéziával bővült a szervezet. Ekkor a felvétel megakadt, mert az USA nem kívánta Magyarországot, Bulgáriát, Romániát és Albániát felvenni a szervezetbe, annak ellenére, hogy a békeszerződésekben ezeknek az országoknak a tagságot megígérték. Az USA ugyanakkor támogatta volna több olyan ország felvételét, amelyeket a Szovjetunió nem kívánt felvenni: Olaszországét, Finnországét, Japánét, Portugáliáét. Így 1951-ben már 18 tagállam várt felvételre. A Szovjetunió – nyilván arra is tekintettel, hogy a felvételt kérők között a saját táborába tartozó országok többségben voltak – a szervezet univerzális jellegét hangsúlyozta, és azt szerette volna, ha valamennyi felvételt kérő országot egyszerre vett volna fel tagjai sorába a szervezet. Ezt az elképzelést azonban az USA nem támogatta. Az USA és szövetségesei 1948-ban a Közgyűlésen elfogadtak egy határozatot, mely szerint a Közgyűlés tanácsadó véleményt kért a Nemzetközi Bíróságtól abban a kérdésben, hogy az Alapokmány 4. cikkének fent említett feltételei (békeszerető, a kötelezettségek teljesítésére képes és hajlandó ország) mellé lehet-e újabb feltételt előírni. Vagyis: a szovjet álláspontot úgy tüntették fel, mintha az egy új feltételt (a tagok egyszerre történő felvételét) állítana, így az Alapokmányt kívánná módosítani. A Nemzetközi Bíróság álláspontja nemleges volt. 1949-ben az USA új javaslatot terjesztett a Közgyűlés elé, hogy kérjen tanácsadó véleményt abban a kérdésben, hogy felvehető-e a Biztonsági Tanács ajánlása nélkül egy állam, tehát a Biztonsági Tanács negatív álláspontja is ajánlás-e. A Nemzetközi Bíróság megállapította, hogy a Biztonsági Tanács kedvezőtlen állásfoglalás esetén a Közgyűlés nem foglalkozhat a tagfelvétel kérdésével. Végül a Szovjetunió javaslatára határozat született, hogy a 18 államot mégis felveszik egyszerre a szervezetbe. A Biztonsági Tanácsban azonban a Kínát képviselő Tajvan kizárta Mongólia felvételét, amire az USA neheztelően reagált. Ezután szovjet javaslatra elkülönítették Mongólia és Japán ügyét, és a maradék 16 tagállamot – köztük Magyarországot – 1955. decemberében felvették a szervezetbe. Ezt követően felgyorsult a tagfelvétel. 1960-ban 97, 1970-ben már 127 tag volt. A tagok összetétele is megváltozott: a kezdeti európai-amerikai hegemóniát követően már az afrikai és ázsiai országok teszik ki a tagok zömét.
1973-ban belépett a Német Demokratikus Köztársaság és a Német Szövetségi Köztársaság 133. és 134. tagként. Ausztria 1955-ben, Svájc 2002-ben lépett be.
1992-ben, a Szovjetunió szétesése után Oroszország tagságát külön tagfelvételi eljárás nélkül ismerték el a Szovjetunió jogutódjaként, aminek azért volt jelentősége, mert így Oroszország "megörökölte" a Szovjetunió tagságát a Biztonsági Tanácsban. A többi szovjet utódállamot pedig felvették a szervezetbe. Ugyanakkor Jugoszlávia szétesése után a szervezet megtagadta azt a szerb kérést, hogy tagfelvételi eljárás nélkül a Szerbiából és Montenegróból álló Kis-Jugoszlávia tagságát jogutódlás címén ismerjék el. Tajvan pedig annak ellenére nem tagja a szervezetnek, hogy korábban a Biztonsági Tanácsban is képviselte Kínát. Tajvant az államok többsége nem tekinti államnak, hanem olyan, a Kínai Népköztársasághoz tartozó szigetnek, ahol egy helyi de facto kormány van hatalmon.
1958-ban Egyiptom és Szíria – amelyek már ENSZ-tagok voltak – egyesült, és az új állam, az Egyesült Arab Köztársaság tagfelvételi eljárás nélkül lett az ENSZ tagja. 1961-ben a két állam szétvált, és ENSZ-tagságuk is automatikusan, szavazás nélkül helyreállt, bár Egyiptom egy darabig még Egyesült Arab Köztársaság néven gyakorolta jogait.
A tagsági jogokat a Biztonsági Tanács javaslatára a Közgyűlés felfüggesztheti, ha például egy állammal szemben kényszerítő eljárást határoztak el. A felfüggesztett állam jogait később a Biztonsági Tanács állíthatja helyre. A Biztonsági Tanács javaslatára a Közgyűlés 2/3-os többséggel kizárásról is határozhat. Felfüggesztésre és kizárásra még nem került sor, de Dél-Afrika vonatkozásában a kizárás felmerült.
Nem rendelkezik az Alapokmány a kilépés lehetőségéről. Ugyanakkor, amikor 1965. január 1-jével Indonézia kilépett, állást kellett foglalni arról, hogy ez lehetséges-e. Végül, történeti értelmezéssel az az álláspont győzött, hogy lehetséges, mivel amikor San Franciscoban az Alapokmányt készítették, az előkészítő bizottságok egyike, az I/2. számú, jelentésében említette, hogy a kilépést lehetségesnek gondolják, de a Népszövetséggel kapcsolatos kedvezőtlen tapasztalatok miatt ennek az Alapokmányban szerepeltetését nem tartják indokoltnak. Aztán 1966. október 1-jén Indonézia bejelentette visszalépését, és formális felvételi eljárás nélkül a szervezet vissza is fogadta.
Az ENSZ-tagság az államiság elismerésének egyik jelképe lett – noha hivatalosan ez nem feltétele új államok létrejöttének: az ENSZ-nek a mai napig nem tagja például a vitatott hovatartozású Tajvan, a vallási központként önállóságot élvező Vatikán (melynek nemzetközi képviselője, a Szentszék, azonban megfigyelői státusszal rendelkezik), továbbá a nem minden ország által elismert államok (Koszovó, Nyugat-Szahara (Szaharai Demokratikus-arab Köztársaság), Észak-Ciprusi Török Köztársaság, a Cook-szigetek, a szintén vitatott státuszú Dnyeszter Menti Köztársaság), de Svájc is csak 2002-ben csatlakozott a szövetséghez.
Az ENSZ-hez a mai napig csatlakoznak új tagországok, így például noha Csehszlovákia az ENSZ alapító tagja volt, Csehország csak 1992, Szlovákia pedig 1993 óta számít tagországnak. Magyarország – a világháború veszteseként – nem lehetett alapító tagja az ENSZ-nek- a fent részletezett előzmények után - 1955. december 14-én csatlakozott a világszervezethez.
Az utolsóként csatlakozott ország Dél-Szudán, mely 2011. Július 14.-én, néhány nappal a függetlenség elnyerése után csatlakozott a szervezethez.

## Az Egyesült Nemzetek Alapokmánya
Az Alapokmány az Egyesült Nemzetek "alkotmánya", amelyet 1945. június 26-án írtak alá a Veterans War Memorial Building színháztermében, San Franciscóban, és 1945. október 24-én lépett életbe. Lengyelország, a 22. alapító tag, nem tudott részt venni a konferencián, és csak később írta alá az Alapokmányt. Az Alapokmány egy határozatlan idejű nemzetközi egyezmény és létrehozása óta csak 4 alkalommal módosították. (A 23, 27, 61 és 109. törvénycikkekben). Preambulummal kezdődik, majd 19 fejezetben 111 törvénycikk található (ezzel ellentétben a Népszövetség alapszabálya csak 26 törvénycikkből állt). A Fejezetek többek között az ENSZ fő szerveiről szólnak, valamint a konfliktusok békés rendezéséről, intézkedésekről a béke veszélyeztetése, megtörése vagy támadó cselekmény esetén.

## Működése
Az ENSZ – New York-i székhelyén kívül – állandó irodát működtet Genfben és Bécsben, ezenkívül a világ minden országában van képviselete. Az ENSZ főszervei: Közgyűlés, Biztonsági Tanács, Gazdasági és Szociális Tanács, Gyámsági Tanács és a Titkárság. A Gyámsági Tanács a gyarmati rendszer országainak átalakulása felett őrködött. A szervezet 1994-ben megszüntette működését, formálisan azonban még mindig létezik. Az Gyámsági Tanács elnöke, vagy a tagállamok többsége, kezdeményezhetik egy értekezlet összehívását.

## A működésével szemben felmerült kritikák
Már az 1950-es évektől kritizálták az ENSZ működését; az USA-ban a John Birch Society követelte az ország kilépését az ENSZ-ből 1959-ben, arra hivatkozva, hogy az ENSZ célja egy „világkormány” létrehozása. Richard Nixon az 1967-es elnöki kampányában elavultnak nevezte a szervezetet, amely a hidegháborúval nem képes megbirkózni. Jeane Kirkpatrick, akit Ronald Reagan az USA ENSZ nagykövetévé nevezett ki, 1983-ban a The New York Times-ban kritizálta a Biztonsági Tanács működését. George W. Bush 2005-ben John R. Bolton-t nevezte ki az USA ENSZ-nagykövetévé, aki – többek között – azt állította, hogy nem az ENSZ maga gyakorolja a nemzetközi hatalmat, hanem az egyetlen szuperhatalom, az USA által vezetett nemzetközi közösség.

## Célja

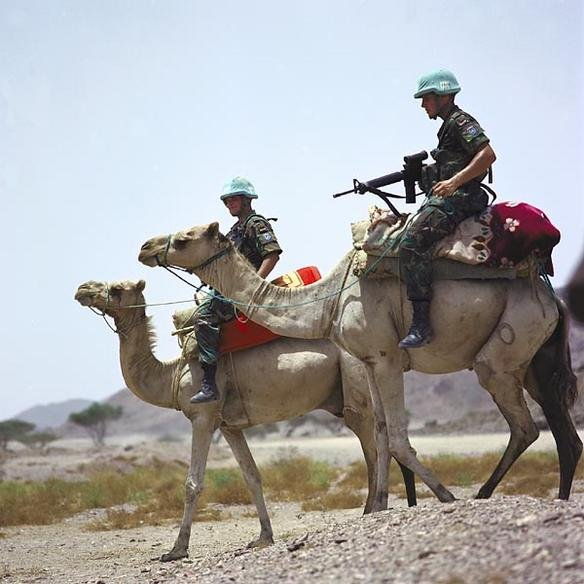
Békefenntartó katonák, ENSZ Misszió Etiópiában és Eritreában (2005)

Fő célja: A világbéke és nemzetközi biztonság megtartása, bármennyire is akadályozzák a nagyhatalmak.
Mellékcéljai:
- barátságos kapcsolatok kialakítása;
- az alapszabályzat továbbfejlesztése;
- nemzetközi együttműködés.

## Visszásságok
Az Olajat Élelmiszerért programot az ENSZ 1996-ban indította, hogy Irak – élelmiszerért, gyógyszerért, egyéb hasonló termékekért cserébe, amelyekre az embargó által sújtott Irak lakosságának nagy szüksége volt – értékesíteni tudja olajfeleslegét, ugyanakkor az így megszerzett javakat ne tudja fegyverkezésre használni. Több mint 65 milliárd USD értékű olajat adott el Irak a világpiacon, és hivatalosan 46 milliárd dollár értékű élelmiszer, gyógyszer és egyéb humanitárius termék került Irakba. 2003 után a programot leállították, mert visszaélések és korrupció terhelték. Benon Sevan, a program vezetője lemondásra kényszerült, mert az iraki kormány megvesztegette.
Albin Kurti koszovói aktivista – a VETËVENDOSJE! vezetője – azt állítja, hogy a Koszovót 1999 után kormányzó ENSZ tisztviselői politikai okból letartóztatták. Ezt az Amnesty International is megerősítette.
ENSZ békefenntartókat vádoltak gyermekek megerőszakolásával, és egyéb szexuális visszaélésekkel több békefenntartó akció során 2003 óta, így Kongóban, Haitiben, Szudánban, Libériában, Burundiban, illetve Elefántcsontparton.

## Az ENSZ-család
ENSZ-körökben és a nemzetközi jogi irodalomban meghonosult az ENSZ-család szókapcsolat. Ezzel a kifejezéssel próbálják meg összefoglalni az ENSZ szervezetét, amelyhez a főszervek mellett a független szervek, a békefenntartó hadműveletek intézményei és a speciális szervek is hozzátartoznak.

### Főszervei
A Közgyűlés (GA) valamennyi tagállam legfeljebb öt-öt képviselőjéből áll. A Közgyűlés vitathatja meg az ENSZ alapelveihez kapcsolódó kérdéseket, ajánlásokat tehet a szervezet tagjainak vagy főszerveinek.

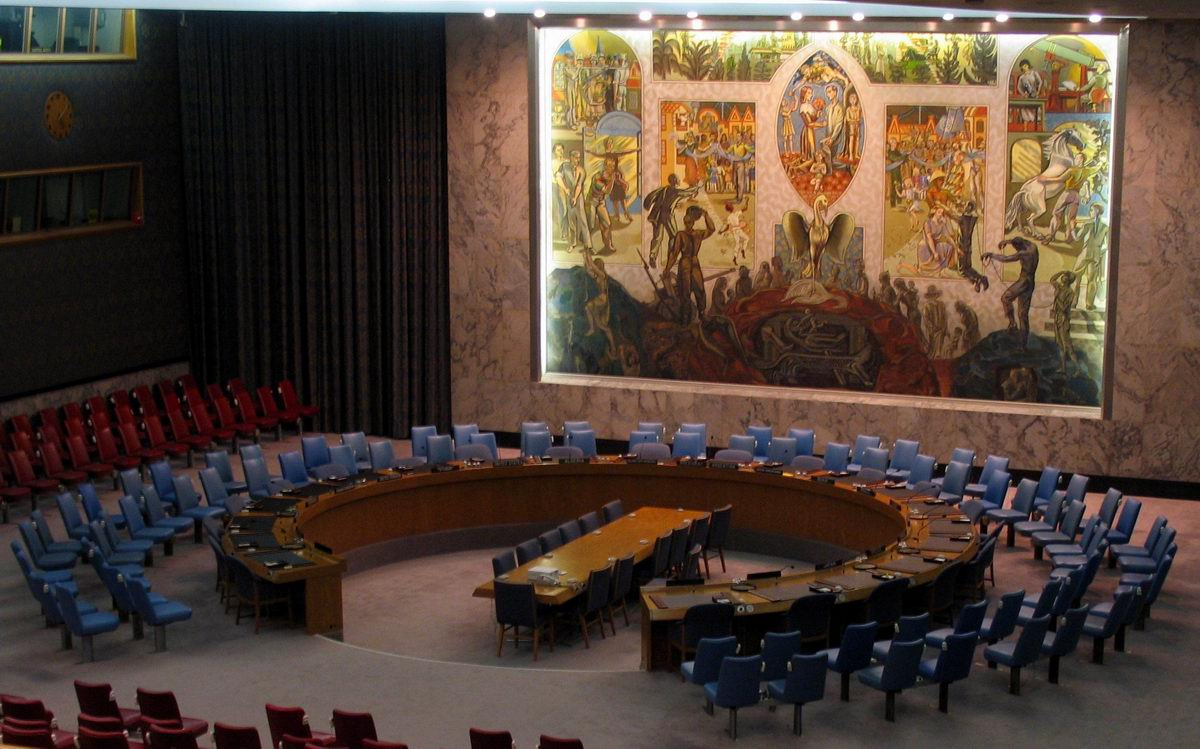
ENSZ-Biztonsági Tanács

A Biztonsági Tanács (SC) a szervezet tizenöt tagországából áll, állandó tagjai Kína, Franciaország, Oroszország, Nagy-Britannia és az Amerikai Egyesült Államok. A közgyűlés további tíz tagot választ a BT-ba – egyenként két-két évre. Az öt állandó tagnak vétójoga van minden kérdésben. A BT a gyors és hathatós cselekvés letéteményese, határozatai az ENSZ tagállamok részére kötelező érvényű.
A Gazdasági és Szociális Tanács (ECOSOC) az állandóság és jólét megteremtésén fáradozik. Céljai közé tartozik az életszínvonal emelése, a teljes foglalkoztatás, valamint a gazdasági és szociális haladás és fejlődés feltételeinek megteremtése. Az ESA a közgyűlés által megválasztott 54 tagból áll.
A Gyámsági Tanács (TC) célkitűzései közé tartozott a gyámság alatt álló területek lakosságának politikai, gazdasági, szociális előrehaladásának, valamint a nevelésügy fejlesztésének; továbbá az önkormányzati képesség vagy függetlenség felé való fokozatos haladásnak elősegítése. A Gyámsági Tanács tagjainak száma nincs előírva: tag lehet mindazon ország, melynek fennhatósága alá ilyen terület tartozik, a BT tagjai, valamint a közgyűlés által megszavazott tagok. A szervezet 1994-ben megszüntette működését, de még mindig létezik. A TC elnöke, vagy a tagállamok többsége, összehívhatnak egy találkozást. 
Az ENSZ Titkársága a főtitkárból és tisztviselői karból áll. A főtitkárt a Biztonsági Tanács ajánlására a Közgyűlés nevezi ki. Ő a szervezet legfőbb igazgatási tisztviselője. A főtitkári funkció politikai jellegű feladat, amely aktivitást, jó diplomáciai készséget igényel, és egyúttal feltételezi a bizalom meglétét a főtitkár és a tagállamok között. 2017. január 1-jétől az ENSZ főtitkára a portugál António Guterres, elődje a dél-koreai Pan Gimun volt.

### Főtitkárai
Az ENSZ főtitkárainak (Secretary-General of the United Nations) listája:
| 1. | Trygve Lie              | Norvégia   | 1946– | 1952 |
| 2. | Dag Hammarskjöld        | Svédország | 1953– | 1961 |
| 3. | U Thant                 | Mianmar    | 1961– | 1971 |
| 4. | Kurt Waldheim           | Ausztria   | 1972– | 1981 |
| 5. | Javier Pérez de Cuéllar | Peru       | 1982– | 1991 |
| 6. | Butrosz Butrosz-Gáli    | Egyiptom   | 1992– | 1996 |
| 7. | Kofi Annan              | Ghána      | 1997– | 2006 |
| 8. | Pan Gimun               | Dél-Korea  | 2007– | 2016 |
| 9. | António Guterres        | Portugália | 2017– |      |

### Szakosított intézmények
Az ENSZ egyéb szervei, bizottságai és alapjai is segítik a világszervezet munkáját, illetve az ENSZ kitűzött céljainak megvalósítását.
- FAO Mezőgazdasági és Élelmezési Szervezet: Feladata a mezőgazdasági fejlesztés, a jobb táplálkozás és az élelmiszerbiztonságra való törekvés – legyen mindenkinek mindenkor az aktív és az egészséges élethez szükséges élelme – támogatásával azon munkálkodik, hogy enyhítse a szegénységet és az éhínséget. Székhelye Rómában található.
- ICAO Nemzetközi Polgári Repülési Szervezet
- IFAD Nemzetközi Mezőgazdaság-fejlesztési Alap
- ILO Nemzetközi Munkaügyi Szervezet
- IMO Nemzetközi Tengerészeti Szervezet
- ITU Nemzetközi Távközlési Unió
- UNESCO Az ENSZ Nevelésügyi, Tudományos és Kulturális Szervezete: Feladata az emberiség intellektuális és erkölcs szolidaritására alapozva a tartós világbékét építse. Munkaterülete az oktatás, természettudományok, társadalom és bölcsésztudományok, kultúra és kommunikáció. Székhelye Párizs.
- UNIDO Az ENSZ Iparfejlesztési Szervezete: A bécsi székhelyű szervezet a fejlődő országok iparosításának felgyorsítása érdekében jött létre.
- WBG Világbank csoport
  - IBRD Nemzetközi Újjáépítési és Fejlesztési Bank
  - IDA Nemzetközi Fejlesztési Szervezet
  - IFC Nemzetközi Pénzügyi Társaság
  - Nemzetközi Beruházásbiztosítási Ügynökség (MIGA)
  - ICSID Befektetési Vitákat Rendező Nemzetközi Központ
- IMF Nemzetközi Valutaalap: Előmozdítja a nemzetközi pénzügyi együttműködést. Támogatja az árfolyam stabilitást és a szabályozott deviza megállapodásokat. Segíti a multilaterális fizetési rendszer létrehozását és a devizakorlátozások megszüntetését. Átmenetileg a pénzügyi források nyújtásával segíti a tagokat a fizetési mérlegük egyensúlyhiányuk korrigálásban. Továbbá nemzetközi szerződések megszegése esetén gazdaságilag is szankcionálhatja az adott országot, hogy kikényszerítse a szerződések hatályát (például az Iránnal szemben bevezetett pénzügyi intézkedések).
- WTO Kereskedelmi Világszervezet: Elősegíti a nemzetközi szabad kereskedelmet nemkívánatos mellékhatások nélkül, a nemzetközi áruk és szolgáltatások szabad áramlását, a nemzetközi kereskedelmi tárgyalások lefolytatását valamint a nemzetközi kereskedelmi viták rendezését. Az IMF-el közösen és önállóan is szankcionálhat, kereskedelmi korlátozásokat léptethet életbe (lásd a gyógyszer-áram-fűtőanyagok-élelmiszer stb. embargók Iránnal és korlátozottan Izraellel szemben).
- WIPO Szellemi Tulajdon Világszervezete
- WMO Meteorológiai Világszervezet
- UPU Egyetemes Postaegyesület
- WHO Egészségügyi Világszervezet: Feladatai közé tartozik a világszintű iránymutatás adása az egészségügy területén. Együttműködik a kormányokkal a nemzeti egészségügyi programok tervezésében, irányításában és értékelésében. Megfelelő egészségügyi technológia, információ és szabványok kifejlesztése és átadása. Központja Genf.

### Békefenntartó hadműveletek intézményei

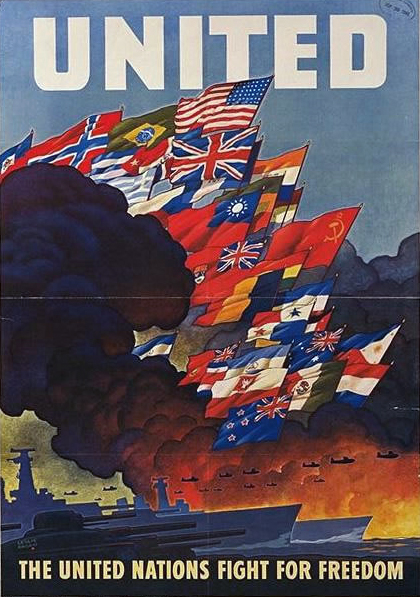
Az Egyesült Nemzetek egy hadviselési plakátja

Az ENSZ békefenntartó erői ma is a világ számos pontján teljesítenek szolgálatot:
1. Arab-izraeli konfliktus (Palesztina), UNTSO: 1948 óta az egykori fronton ellenőrzik a fegyverszünet betartását. Ez volt az ENSZ első békefenntartó missziója.
2. Indiai Köztársaság-Pakisztáni Iszlám Köztársaság, UNMOGIP: 1956 óta ellenőrzik a két ország tűzszüneti megállapodásait.
3. Ciprus, UNFICYP: 1964 óta ütközőzónát képeznek a ciprusi görögök, illetve ciprusi és a szárazföldről átdobott török erők közt.
4. Golán-fennsík, UNDOF: ellenőrzik az 1973-as tűzszünet vonalát, elválasztják egymástól a szemben álló izraeli és arab erőket.
5. Libanoni Köztársaság, UNIFIL: 1978-tól ellenőrizték az izraeli erők kivonását Dél-Libanonból, jelenleg a libanoni állami szuverenitás épségét felügyelik a térségben.
6. Salvador, ONUSAL: 1991-től ellenőrzik a polgárháborút lezáró békét.
7. Irak-Kuvait, UNIKOM: 1991-től ellenőrzik az öbölháborút lezáró tűzszünetet.
8. Angola, UNAWEM II.: 1991 óta a polgárháborút lezáró megállapodás betartását, a szemben álló felek fegyvereinek leadását ellenőrzik, és részt vettek az őszi választások lebonyolításában.
9. Jugoszlávia, UNPROFOR: 1992 nyarának kezdetétől ellenőrzik Belgrád erőinek kivonását Horvátországból, felügyelik a horvát gárdisták lefegyverzését, a segélyszállítmányok eljuttatását Bosznia-Hercegovinába.
10. Nyugat-Szahara, MINURSO: 1991-től népszavazást készítenek elő Nyugat-Szahara szuverenitásáról vagy csatlakozásáról Marokkóhoz.
11. Kambodzsa, UNTAC: 1992-től lefegyverzik a polgárháborús feleket, megszervezik a szabad választásokat.

(Time, The New York Times, The Blue Helmets - ENSZ-kiadványok; bővebben lásd Külső hivatkozások)

### Autonóm szervek
- INSTRAW – az ENSZ Nemzetközi Nőügyi Kutató-és Képzőközpontja
- UN-HABITAT – Emberi Települések Központja
- UNCTAD – az ENSZ Kereskedelmi és Fejlesztési Konferenciája. Elsődleges célja a fejlődő országok gazdasági növekedésének elősegítése. A szervezet székhelye Genfben található.
- UNODC  – Nemzetközi Kábítószer-ellenőrzési Program
- UNDP – az ENSZ Fejlesztési Programja
- UNEP – az ENSZ környezeti tevékenységének koordinálását, a fejlődő országokban való környezeti szempontból elfogadható gazdaságpolitika kialakításánál való segédkezést és a fenntartható fejlődés elősegítését célzó ENSZ-szervezet. A központja Nairobiban  található.
- UNFPA – Népesedési Alap
- UNHCR – Menekültügyi Főbiztosság
- UNICEF – az ENSZ Gyermekalapja, segédszerv. A gyermekek jólétével, egészséges testi, szellemi, lelki fejlődésükhöz szükséges alapellátások (például védőoltások, tiszta ivóvíz, oktatás) biztosításával, a gyermekek jogainak érvényesítésével foglalkozik. A világszervezet költségvetéséből nem részesedik, gyermekvédelmi programjait kizárólag önkéntes hozzájárulásokból és adományokból finanszírozza. Központja New Yorkban van.
- UNIFEM – Az ENSZ Fejlesztési Alapja a Nőkért (nemek közötti egyenlőség)
- UNITAR – Az ENSZ Továbbképző és Kutató Intézete
- UNU – az ENSZ Egyeteme
- WFP – Élelmezési Program
- UNESCO – Az ENSZ Nevelésügyi, Tudományos és Kulturális Szervezete

## Fordítás
- Ez a szócikk részben vagy egészben  az   United Nations című angol Wikipédia-szócikk fordításán alapul.  Az eredeti cikk szerkesztőit annak laptörténete sorolja fel. Ez a jelzés csupán a megfogalmazás eredetét és a szerzői jogokat jelzi, nem szolgál a cikkben szereplő információk forrásmegjelöléseként.